# RAIN-DANCEがきこえる
「RAIN-DANCEがきこえる」（レイン・ダンスがきこえる）は、吉川晃司の楽曲。シングルとして、7インチレコードで発売された「RAIN-DANCEがきこえる」と、リミックス盤として12インチレコードで発売された「Can't you hear the RAIN-DANCE」の2形態がある。本項で2作品ともに記述する。

## RAIN-DANCEがきこえる
吉川晃司が1985年9月25日にリリースした6枚目のシングル。

### 解説
吉川の第6弾シングル。昨年度の「Miss You」に続いて、グリコ「カリフォルニアバー」のコマーシャルソングに起用された。
カップリング「I'm So Crazy」は、吉川の作曲した曲がシングル盤に初収録された楽曲。
オリジナルアルバムには未収録であり、CD音源はソロ活動休止前の1988年12月に再発売された8センチCD、東芝EMI移籍後にリリースされた2枚目のベスト盤『FAVORITE SOUNDS ...1988』（1988年）、限定販売のアルバム『B-SIDE+』で聞くことができる。
吉川も「ターニングポイントとなった曲」と位置づけており、本楽曲以前と以降で曲調が全く変わっている。

### リリース履歴
| No. | 日付           | レーベル    | 規格      | 規格品番 | 最高順位 | 備考 |
| --- | -------------- | ----------- | --------- | -------- | -------- | ---- |
| 1   | 1985年9月25日  | SMSレコード | EP        | SM07-256 | 2位      |      |
| 2   | 1988年12月16日 | SMSレコード | 8センチCD | MD10-6   | -        |      |

### 収録曲
| 全作詞: 安藤秀樹、全編曲: 後藤次利。 |                          |          |          |      |
| #                                    | タイトル                 | 作詞     | 作曲     | 時間 |
| 1.                                   | 「RAIN-DANCEがきこえる」 | 安藤秀樹 | 佐藤健   | 4:12 |
| 2.                                   | 「I'm So Crazy」         | 安藤秀樹 | 吉川晃司 | 3:40 |

### 収録アルバム
- RAIN-DANCEがきこえる
  - beat goes on（1988年）
  - ZERO（1988年）（ライブバージョンで収録）
  - TOO MUCH LOVE（1992年）
  - PASSAGE:K2 SINGLE COLLECTION 1984-1996（1998年）
  - Thank You（2004年）（リメイクバージョンで収録）
  - BEST BEST BEST 1984-1988（2005年）
- I'm So Crazy
  - FAVORITE SOUNDS ...1988（1988年）
  - B-SIDE+（2014年）

## Can't you hear the RAIN-DANCE
「Can't you hear the RAIN-DANCE」（キャント・ユー・ヒア・ザ・レイン・ダンス）は、吉川晃司が1985年11月5日にリリースした12インチシングル。

### 解説
「RAIN-DANCEがきこえる」の12インチシングル及びリミックスヴァージョンとして、限定発売された。発売はレコード盤のみ。シングルCDでの再発売は無い。
カップリング曲「Hello! Darkness」は、3枚目のアルバム『INNOCENT SKY』（1985年）収録「心の闇（ハローダークネス）」のリミックス・ヴァージョン。当楽曲内に、同アルバム楽曲「Lady Baby」の一部分がサンプリングされている。
2曲ともに、1986年に発売されたリミックス・ヴァージョンの楽曲を集めたアルバム『SATISFACTION FAKE』（1986年）と『Disco K2 〜Kikkawa Koji Dance Remix Best〜』（2007年）に収録されている。
ジャケットデザインは、イラストレーターでソラミミストの安斎肇が担当した。レコード会社より「金のことは気にせず好きにデザインしていい」と言われデザインをしたところ、ジャケットの銀色の部分は全部銀箔仕様にする予定のデザインを制作したがレコード会社に提案したところ、「いくら金がかかると思ってるんだ」と言われ右上の太陽の部分のみ銀箔仕様となった。

### リリース履歴
| No. | 日付          | レーベル    | 規格     | 規格品番  | 最高順位 | 備考     |
| --- | ------------- | ----------- | -------- | --------- | -------- | -------- |
| 1   | 1985年11月5日 | SMSレコード | 12inchEP | SM12-5420 | 5位      | 限定発売 |

### 収録曲
| 全作詞: 安藤秀樹、全編曲: 後藤次利。 |                                                       |          |          |      |
| #                                    | タイトル                                              | 作詞     | 作曲     | 時間 |
| 1.                                   | 「Can't you hear the RAIN-DANCE (Special Dance Mix)」 | 安藤秀樹 | 佐藤健   | 7:34 |
| 2.                                   | 「Hello! Darkness (Extended Version)」                | 安藤秀樹 | 原田真二 | 6:10 |

### 収録アルバム
- Can't you hear the RAIN-DANCE (Special Dance Mix)
  - SATISFACTION FAKE（1986年）
  - Disco K2 〜Kikkawa Koji Dance Remix Best〜（2007年）

- Hello! Darkness (Extended Version)
  - SATISFACTION FAKE（1986年）
  - Disco K2 〜Kikkawa Koji Dance Remix Best〜（2007年）